# نيكولاس أوتو
نيكولاوس أوغوست أوتو (بالألمانية: Nikolaus August Otto) (14 حزيران/يونيو 1832 راينلند بالاتينان - 26 كانون الثاني/يناير 1891 كولونيا)، مخترع ألماني قام بتطوير محرك الإحتراق الداخلي الأول الذي يقوم بعملية احتراق الوقود بشكل فعَال في حيز مكبس المحرك الرباعي الأشواط. يعتبر هذا التصميم نموذجاً رئيسياً لمعظم محركات السيارات المستخدمة حالياً.

## حياته
كان أوتو ابناً لإكر الذي كان يدير مكتب البريد المحلي الموجود في المدينة الصغيرة. وخلال نشأته أصبح أوتو تاجراً حيث بدأ كرجل أعمال في فرانكفورت ومن ثم في كولونيا. في المقابل، أبدى أوتو اهتمامه بالمحركات وخصوصاً بمحرك إيثان لنوار الذي استخدم في المكائن الصناعية، وهو محرك الاحتراق الداخلي الأول الذي تم إستخدامه.
تطلع أوتو إلى تحسين فعالية هذا المحرك وقرر أن يعتزل جميع أعمالة الأخرى ويتفرغ لتطوير محركات البنزين الصغيرة التي تشكل بديلاً للمحركات البخارية الكبيرة.
في عام 1864 التقى أوتو بيوجين لنقن وأنشأ معه بالتشارك شركة بأسم N. A. Otto & Cio لصناعة المحركات الثابتة ( الشركة متواجدة حتى الآن باسم Deutz).
وفي السبعينيات من القرن التاسع عشر أصبحت الشركة من أكبر الشركات في العالم لصناعة المحركات، حيث استقطبت مهندسين عملوا في تحسين نماذج المحركات. كان من بين المهندسين عدد من روَاد صناعة المركبات أمثال غوتليب دايملر وفيلهلم مايباخ. وأبدى كلاً من دايملر وميباخ اهتمامهما بالمحركات المتنقلة الخاصة بالمركبات ولكنهما لم ينجحا في إثارة اهتمام أوتو حول هذا الموضوع. وفي عام 1876 قدم أوتو طلب براءة اختراع للولايات المتحدة الأمريكية وسجلت في عام 1877. كان عنوان براءة الاختراع هو «تحسينات في محركات الوقود» . في عام 1880 قام أوتو بإقالة دايملر إثر خلاف شخصي حدث بينهما فيما قام ميباخ هو الآخر بترك الشركة مع دايملر أيضاً. وقد تشارك الاثنان معاً في الإستمرار بتطوير محركات المركبات. أستمر أوتو من جانبه في تحسين نموذج محركه وسجل العديد من براءات الاختراع بعد ذلك .
تزوج أوتو من لآنا قوسي وانجب منها سبعة أطفال، ابنه, جوستاف أوتو, الذي عمل في صناعة الطائرات، كان أحد الرواد في عالم الطيران حيث قام بإنشاء شركة اندمجت فيما بعد مع شركة أخرى واصبحتا الآن شركة بي إم دبليو .

## سعي أوتو وبراءات الاختراع السابقة
إن المحرك الذي قام أوتو بتطويره لم يكن محرك الاحتراق الداخلي الأول ولكنه كان أول من عَمِل وفقاً لمحرك الأشواط الرباعي. بدأت هناك العديد من الأفكار المتشابهه حول المحركات التي تعمل وفقاً لمبدأ عدة دورات بالتطور في نفس الفترة ولكن أوتو كان هو الأول الذي طبق الفكرة بشكل فعلي. سُمي هذا المبدأ بأسم «دورة أوتو» حمل اسم أوتو.
على الرغم من الاستخدام المتزايد لهذا المحرك في أحيان كثيرة في وسائل المواصلات إلا أن أوتو لم يطلق علية مسمى محرك متنقل بل قام بتطويره وبيعه على انه محرك ثابت مخصص لمكائن التصنيع.
أظهرت الدراسات التاريخية بأن أوتو لم يكن الأول الذي قام بتسجل براءة أختراع محرك رباعي الأشواط، ولكن على مايبدوا أن أوتو هو أول من صنع محرك كهذا ذو جودة عالية. وفي عام 1854 سجل المخترعان الإيطاليان متوتشي وبرسنتي في إنجلترا براءة اختراع لمحرك الاحتراق الداخلي، ولكن تم فقدان بيانات التسجيل ولم يتم التعرف على تصميم هذا المحرك حتى الآن. سجل النمساوي رايتمان في عام 1860 براءة اختراع في ألمانيا حول المحرك الرباعي الأشواط وفي عام 1862 سجل الفرنسي روشس أيضاً براءة اختراع لتحسين ضغط الهواء والوقود الناتجة قبل عملية الاحتراق. وفي كل الأحوال لم يتم التعرف على مدى تأثر أوتو بتصاميم المحركات التي قدمها المخترعون السابقون .